# Canton de Dammartin-en-Goële
Le canton de Dammartin-en-Goële est une ancienne division administrative française, située dans le département de Seine-et-Marne et la région Île-de-France.

## Composition
Le canton de Dammartin-en-Goële groupait 23 communes jusqu'en mars 2015 :
- Cuisy, 448 habitants
- Dammartin-en-Goële, 8 065 habitants
- Forfry, 246 habitants
- Gesvres-le-Chapitre, 161 habitants
- Juilly, 2 227 habitants
- Le Mesnil-Amelot, 875 habitants
- Le Plessis-l'Évêque, 239 habitants
- Longperrier, 2 325 habitants
- Marchémoret, 559 habitants
- Mauregard, 253 habitants
- Montgé-en-Goële, 700 habitants
- Monthyon, 1 665 habitants
- Moussy-le-Neuf, 2 599 habitants
- Moussy-le-Vieux, 1 092 habitants
- Oissery, 2 185 habitants
- Othis, 6 542 habitants
- Rouvres, 630 habitants
- Saint-Mard, 3 691 habitants
- Saint-Pathus, 5 305 habitants
- Saint-Soupplets, 3 326 habitants
- Thieux, 814 habitants
- Villeneuve-sous-Dammartin, 616 habitants
- Vinantes, 337 habitants

## Représentation

### Conseillers généraux de 1833 à 2015
| Période           | Identité                                      | Parti                    | Qualité |
| ----------------- | --------------------------------------------- | ------------------------ | --- |
| 1833-1842         | Arthur Louis Gibert (1789-1861)               |                          | Agent de change à Paris, propriétaire à Thieux                                                                                  |
| 1842-1861         | Honoré-Marie Landry                           |                          | Propriétaire à Villeneuve-sous-Dammartin maire de Dammartin (1831-1843)                                                         |
| 1861-1870         | Baron Louis Alexandre de Montbrun (1811-1877) |                          | Préfet du Palais, Maire de Dammartin-en-Goële (1852-1871)                                                                       |
| 1870-1892         | Fernand Labour (1839-1903)                    | Républicain              | Magistrat, ancien secrétaire particulier du Garde des Sceaux Maire de Saint-Pathus                                              |
| 1892-1898         | Jules Moquet                                  | Républicain              | Propriétaire à Oissery |
| 1898-1926 (décès) | Edmond Labour                                 | RG                       | Conseiller à la Cour de Paris Maire de Saint-Pathus, conseiller d'arrondissement Propriétaire à Paris                           |
| 1926-1928         | Claude Chevaugeon                             | Rad.                     | Négociant, maire de Saint-Mard (1925-1939), conseiller d'arrondissement                                                         |
| 1928-1934         | Laurent Labour (fils d'E.Labour)              | Républicain              | Propriétaire à Saint-Pathus |
| 1934-1940         | Georges Guichard                              | RG                       | Vétérinaire à Dammartin-en-Goële, conseiller d'arrondissement                                                                   |
|                   |                                               |                          | |
| 1943-1945         | Robert Fourie (1885-1953)                     |                          | Négociant en grains Maire de Dammartin-en-Goële Nommé conseiller départemental en 1943                                          |
|                   |                                               |                          | |
| 1945-1951         | André Carrez (1900-1989)                      | PCF                      | Plombier, ancien conseiller d'arrondissement Maire de Mitry-Mory (1950-1971) Elu dans le Canton de Claye-Souilly de 1958 à 1976 |
| 1951-1976         | Jean Pathus-Labour (1909-1987)                | RPF puis DVD             | Chimiste Maire de Dammartin-en-Goële (1959-1987)                                                                                |
| 1976-1982         | Paul Gautier                                  | PCF                      | Employé de mairie Maire de Saint-Mard (1977-1983)                                                                               |
| 1982-1994         | Alain Romandel                                | PS puis DVG              | Professeur des écoles Maire d'Othis (1977-2008)                                                                                 |
| 1994-2008         | Roger Boullonnois                             | UDF puis UMP             | Artisan plombier Maire de Saint-Mard (1983-2008) Suppléant de Jean-François Copé Député (2002-2007)                             |
| 2008-2015         | Bernard Corneille                             | MARS-GR puis PG puis DVG | Professeur Maire d'Othis depuis 2008 Elu en 2015 dans le Canton de Mitry-Mory                                                   |

### Conseillers d'arrondissement (de 1833 à 1940)
| Période                                  | Période      | Identité                          | Étiquette                              | Qualité |
| ---------------------------------------- | ------------ | --------------------------------- | -------------------------------------- | --- |
| 1833                                     | 1858 (décès) | Denis Vincent Garnier (1790-1858) |                                        | Propriétaire à Neufmontiers, adjoint au maire de Thieux                                                     |
| 1858                                     | 1871         | Alfred Guibert                    |                                        | Cultivateur, maire de Juilly                                                                                |
| 1871                                     | 1889         | Eugène Moquet                     |                                        | Agriculteur, maire d'Oissery                                                                                |
| 1889                                     | 1892         | Léonor Dupille                    |                                        | Propriétaire à Dammartin                                                                                    |
| 1892                                     | 1895         | Édouard Masson                    |                                        | Agriculteur à Macogny, maire de Saint-Soupplets                                                             |
| 1895                                     | 1898         | Edmond Labour                     | Républicain                            | Conseiller à la Cour de Paris, maire de Saint-Pathus                                                        |
| 1898                                     | 1907         | Léonor Dupille                    |                                        | Propriétaire à Dammartin                                                                                    |
| 1907                                     | 1919         | Émilien Vincent                   | Rad.                                   | Maire de Dammartin                                                                                          |
| 1919                                     | 1925         | M. Mermillod                      |                                        | Président de l'association des tissus                                                                       |
| 1925                                     | 1926         | Claude Chevaugeon                 | Rad.                                   | Négociant, maire de Saint-Mard                                                                              |
| 1926                                     | 1931         | Abel Chènevat                     | Rad.                                   | Maire de Dammartin-en-Goële                                                                                 |
| 1931                                     | 1934         | Georges Guichard                  | URD                                    | Vétérinaire à Dammartin-en-Goële                                                                            |
| 1934                                     | 1937         | André Carrez                      | PC-SFIC                                | Plombier à Mitry-Mory                                                                                       |
| 1937                                     | 1940         | Édouard Gouffé                    | Républicain national anticommuniste RG | Cultivateur maraicher, conseiller municipal de Dammartin-en-Goële                                           |
| 1940                                     |              |                                   |                                        | Les conseils d'arrondissement ont été suspendus par la loi du 12 octobre 1940 et n'ont jamais été réactivés |
| Les données manquantes sont à compléter. |              |                                   |                                        | |

## Démographie
| 1962  | 1968   | 1975   | 1982   | 1990   | 1999   | 2006   | 2011   | 2012   |
| ----- | ------ | ------ | ------ | ------ | ------ | ------ | ------ | ------ |
| 9 891 | 10 499 | 19 839 | 26 583 | 34 883 | 40 044 | 43 325 | 45 963 | 46 278 |